# 3:e världsjamboreen
Den 3:e världsjamboreen hölls i Arrowe Park i Birkenhead i Storbritannien 1929. Det var då 21 år sedan Scouting for Boys hade publicerats. 30 000 scouter från 35 länder deltog, dessutom campade 10 000 brittiska scouter i närheten.